# Platymitra
Platymitra is een geslacht uit de familie Annonaceae. De soorten uit het geslacht komen voor van Thailand tot in West- en Centraal-Maleisië.

## Soorten
- Platymitra arborea (Blanco) Kessler
- Platymitra macrocarpa Boerl.